# 청도 운문사 소조비로자나불좌상
청도 운문사 소조비로자나불좌상(淸道 雲門寺 塑造毘盧遮那佛坐像)은 대한민국 경상북도 청도군 운문면 운문사에 있는 불상이다. 2017년 4월 24일 경상북도의 유형문화재 제503호로 지정되었다.

## 지정 사유
이 불상은 운문사 대웅보전(사찰 내 명칭은 비로전) 수미단 위에 안치된 소조비로자나불좌상으로, 양손을 가슴까지 들어 올린 후 왼손을 오른손으로 감싸 쥐는 지권인을 취하고 다리는 반가좌(半跏坐)의 자세를 취하고 있다. 이러한 형태의 지권인은 15∼17세기에 조성된 불상에서 나타나며 그 이후에는 나타나지 않으므로 본 상(像)의 조성연대 추정에 단서를 제공한다. 그리고 일반적인 결가부좌(結跏趺坐)의 자세를 취하지 않고 오른발을 왼발의 앞에 놓아 반가좌의 자세를 취하였는데 이러한 자세는 매우 특이하다고 할 수 있다.
복장(腹藏)이나 사찰 내의 기록이 남아있지 않아 정확한 조성연대를 확인할 수 없지만, 양식적·도상적 특징을 고려한다면 15세기와 16세기 초의 불보살상에서 나타나는 성격을 계승하고 있으나 장방형의 얼굴과 평면적인 조형은 조선 후기 불상의 선구적인 요소를 지닌다고 판단된다.
따라서 본 像은 16세기에 조성된 것으로 추정되며, 역사적·학술적 가치가 크고 180cm에 달하는 중형의 비로자나불상으로서 희소성을 고려하여 유형문화재로 지정한다.

## 지정 내역
| 번호  | 명칭                           | 재료 | 구조·형식·형태 | 규격                   | 수량 | 기타특징                 |
| ----- | ------------------------------ | ---- | -------------- | ---------------------- | ---- | ------------------------ |
| 503호 | 淸道 雲門寺 塑造毘盧遮那佛坐像 | 塑造 | 坐像           | 상고 181cm, 슬폭 150cm | 1軀  | - 제작연대 : 16세기 추정 |

## 참고 문헌
- 청도 운문사 소조비로자나불좌상 - 국가유산청 국가유산포털